# Stefanie Menzinger
Stefanie Menzinger (Name seit Heirat: Stefanie Straub; * 24. März 1965 in Gießen) ist eine deutsche Schriftstellerin.

## Leben
Stefanie Menzinger wuchs in Wiesbaden auf. Von 1985 bis 1991 studierte sie Germanistik und Slawistik in Mainz, Wien, Frankfurt am Main und Moskau. Anschließend wirkte sie von 1992 bis 1994 als Deutschlehrerin an der pädagogischen Hochschule in Liepāja (Lettland); von 1996 bis 2002 war sie Dozentin für deutsche Literatur an der rumänischen Universität von Cluj-Napoca. Seit 2002 lebt sie in München.
Stefanie Menzinger ist Verfasserin eines Bandes mit Erzählungen und eines Romans, in denen die Themen „Körper“ und „Sinnlichkeit“ eine breite Rolle spielen.

## Auszeichnungen
- 1988: Preis des Junges Literaturforum Hessen
- 1994: Ernst-Willner-Preis beim Ingeborg-Bachmann-Wettbewerb in Klagenfurt und den Rheingau Literatur Preis
- 1995: Gratwanderpreis für Erotische Literatur und den Förderpreis zum Hans-Erich-Nossack-Preis
- 1997: Förderpreis zum Bremer Literaturpreis
- 1999: Anna-Seghers-Preis

## Werke
- Schlangenbaden. Zürich: Ammann Verlag, 1994, ISBN 978-3250102397
- Wanderungen im Inneren des Häftlings. Zürich: Ammann, 1996, ISBN 978-3250103103